# 조민아 (2002년)
조민아(2002년 11월 25일~)는 대한민국의 배우이다.

## 학력
- 고양화정초등학교
- 화정중학교
- 화정고등학교→리라아트고등학교 영상음악콘텐츠과

## 출연

### 방송

#### 드라마
- 2011년 SBS 《49일》 - 어린 송이경 역(이요원 아역)
- 2012년 MBC 《해를 품은 달》 - 어린 잔실 역(배누리 아역)
- 2012년 SBS 《바보엄마》 - 어린 김영주 역(김현주 아역)
- 2013년 TvN 《나인: 아홉 번의 시간여행》 - 어린 주민영 역(조윤희 아역)
- 2013년 MBC 《스캔들: 매우 충격적이고 부도덕한 사건》 - 어린 장주하 역(김규리 아역)
- 2013년 JTBC 《더 이상은 못 참아》 - 황진주 역
- 2013년 SBS 《잘 키운 딸 하나》 - 어린 장라희 역(윤세인 아역)
- 2014년 MBC 《마마》 - 문보나 역
- 2015년 MBC 《밤을 걷는 선비》
- 2015년 JTBC 《라스트》 - 류은지 역
- 2017년 TvN 《시카고 타자기》 - 어린 류수현 역(임수정 아역)
- 2019년 MBC 《신입사관 구해령》 - 어린 모화 역(전익령 아역)
- 2019년 SBS 《시크릿 부티크》 - 18세 위예남 역(박희본 아역)
- 2020년 TvN 《방법》 - 이소진 역

#### 시트콤
- 2012년 TvN 《21세기 가족》 - 이세나 역

### 영화
- 2010년 《채식주의자》 - 어린 영혜 역(채민서 아역)
- 2010년 《돌이킬 수 없는》 - 미림 역
- 2011년 《심장이 뛴다》 - 민서 역
- 2011년 《아이들...》 - 8살 서현 역
- 2011년 《적과의 동침》 - 복자 역
- 2012년 《타워》 - 이하나 역
- 2014년 《슬로우 비디오》 - 어린 봉수미 역(남상미 아역)

### 광고
- 2011년 한국P&G 페브리즈 에어
- 2011년 남양유업 맛있는 우유 GT - 소포제 없어요 무첨가 두유액